# Hidra (otok)
Hidra (grško Ύδρα, Ídra) je grški otok v Saronskem otočju. Obdajata ga Saronski in Argoliški zaliv, od Peloponeza ga loči ozek preliv. Otok je že v antiki dobil ime Hydrea (iz grške besede za vodo) po številnih izvirih.
Približno 2000 prebivalcev, ki živijo v istoimenskem naselju z glavnim pristaniščem ter nekaj manjših okoliških zaselkih, se preživlja predvsem s turizmom. Avtomobili na otoku niso dovoljeni, zato so edina motorna vozila tovornjaki za odvoz odpadkov. Transport namesto tega opravljajo s kolesi, osli in vodnimi taksiji.